# Humanitær folkeret
Humanitær folkeret, også kaldet krigsret, er det område indenfor folkeretten, der beskæftiger sig med Geneve Konventionerne og Haag Konventionerne, såvel som hertil efterfølgende traktater, sager og sædvaner i folkeretten. Således beskrives de rettigheder og pligter som krigsførende og neutrale stater har, ligesåvel som også personers rettigheder behandles.

## NATO-intervention i Kosovo
I forbindelse med NATO-interventionen i Kosovo – og efterfølgende interventioner – har man diskuteret begrebet humanitær intervention, og det daværende Dansk Udenrigspolitisk Institut, DUPI, udarbejdede en redegørelse herom, der dannede grundlag for en redegørelse af udenrigsministeren og for en drøftelse i Folketinget.
Spørgsmålet er hvad internationale organisationer, enkeltstater og stater i forening kan og må gøre i situationer, hvor de finder at en stat, f.eks. det daværende Jugoslavien, herunder enkeltstaten Serbien – under ledelse af Slobodan Milosevic, begår uacceptable overgreb på civilbefolkningen.
Der var i Folketinget politisk tilslutning til interventionen i Kosovo, men der blev fra visse sider udtrykt stor skepsis både ved hensigtsmæssigheden og legaliteten.

## Fodnoter
1. ↑  De fire Genève-konventioner
2. ↑  "Den Humanitære Folkeret i Danmark" (PDF). Arkiveret fra originalen (PDF) 18. april 2016. Hentet 15. maj 2017.
3. ↑  Humanitær Intervention, Danmarks Udenrigspolitiske Institut
4. ↑  Udenrigsministerens redegørelse af 14. marts 2000 om humanitær intervention til Folketinget
5. ↑  Albanske Studier, 2002, Bjørn Andersen